# John o' Groats
John o' Groats (Taigh Iain Ghròt en gaélico escocés) es un pueblo situado en el extremo norte de la región tierras altas escocesas, y se considera popularmente el punto más septentrional de la isla de Gran Bretaña. Sin embargo, esta distinción corresponde realmente al cercano Dunnet Head.
El nombre John o' Groats resulta familiar porque se utiliza a menudo para definir la extensión de Gran Bretaña para las carreras, las caminatas y demás acontecimientos para recaudar fondos que tienen lugar entre Land's End (la punta final de la península de Cornualles, Inglaterra) y John o’ Groats. La expresión en inglés "Land's End to John o' Groats" hace referencia tanto a este viaje como a cualquier gran distancia en general.
La puntuación y la utilización de las mayúsculas en John o' Groats es la más correcta aunque se ve variaciones. La ciudad obtuvo su nombre de Jan de Groot, un neerlandés que obtuvo un permiso para un servicio de barco entre Escocia y las islas Órcadas (Orkney Islands), adquiridas de Noruega por el rey Jacobo IV de Escocia en 1496.

## El poste indicador
El famoso poste indicador de final de camino de John o’ Groats, como el poste homólogo de Land's End, es propiedad privada y se prohíbe hacer fotos. Para obtener una foto de este lugar famoso, hay que pagar. Muchas personas creen equivocadamente que el poste indicador es un servicio público. Un indicador de uso gratuito fuera del horario comercial se encuentra en el muro que está al lado de la tienda de recuerdos "First and Last Souvenir Shop", ya que el poste famoso se desmonta cada noche.